# Саалузе Орава
Са́алузе О́рава, або Орава, (ест. Orava järv, Saaluse Orava järv) — природне озеро в Естонії, у волості Вастселійна повіту Вирумаа.

## Розташування
Саалузе Орава належить до Чудського суббасейну Східноестонського басейну.
Озеро лежить на південь від села Вокі на висоті 190 м над рівнем моря.
Акваторія водойми входить до складу природного парку Гаанья (Haanja looduspark).

## Опис
Загальна площа озера становить 0,6 га. Довжина берегової лінії — 362 м.